# Tujuh
Tujuh, indonesisch Gunung Tujuh  ist ein Vulkan auf der indonesischen Insel Sumatra im Nationalpark Kerinchi-Seblat in der Provinz Jambi. Er liegt wenige Kilometer östlich des Vulkans Kerinci.
Der höchste seiner sieben (indonesisch „tujuh“) Gipfel entlang des Caldera-Randes liegt auf einer Höhe von 2732 m. Der Krater wird vollständig von einem etwa 10 km² großen, tiefblauen Kratersee (Danau Gunung Tujuh) ausgefüllt, der auf einer Höhe von 1996 m liegt. Dieser entlegene See ist noch weitgehend verschont von menschlichen Einflüssen.
Der Berg ist bis zum Kraterrand dicht bewaldet. Endpunkt des Aufstiegspfades ist der Kraterrand auf 2010 m direkt am Ausfluss des Sees. Die stark gefährdete tropische Kannenpflanzenart Nepenthes aristolochioides gilt als endemisch in den Höhenlagen des Tujuh.

## Weblinks

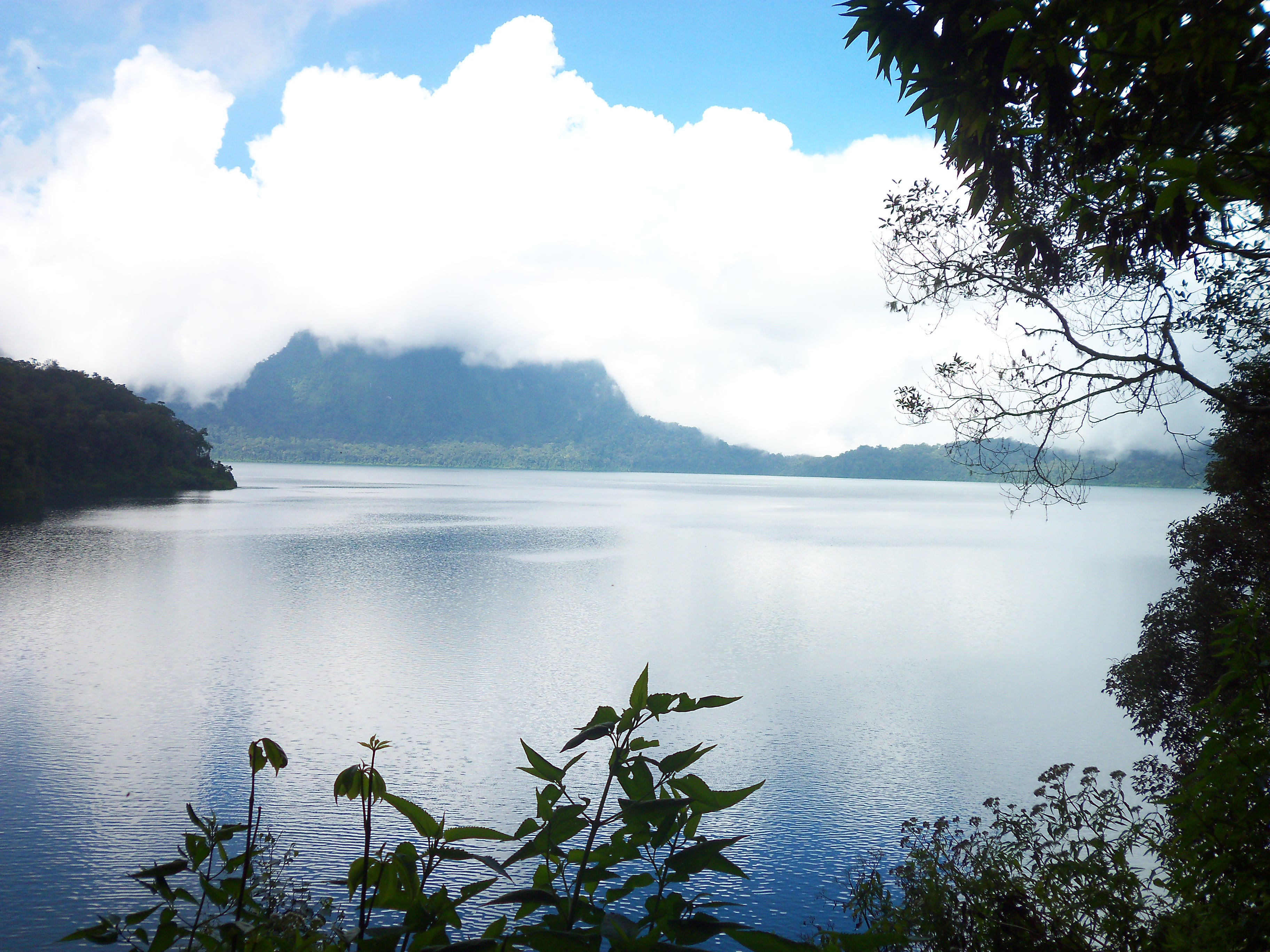
Kratersee von seinem Ausfluss